# Jon Chol
Jon Chol (12 aprile 1982) è un ex calciatore nordcoreano, di ruolo centrocampista.